# 訃報 2016年6月
訃報 2016年6月（ふほう 2016ねん6がつ）では、2016年6月に物故した、又は物故が報じられた人物についてまとめる。

## (1日 - 15日)

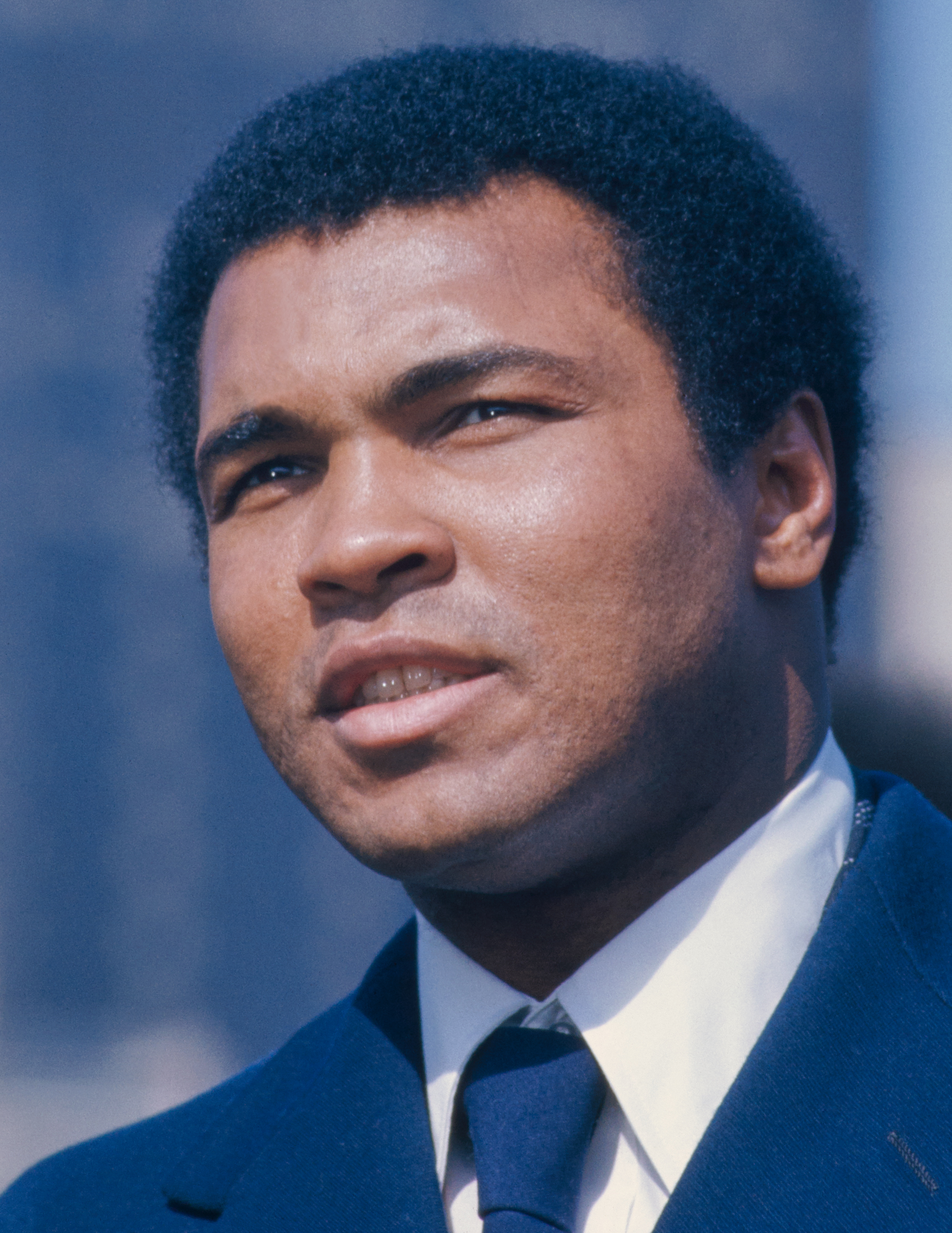
モハメド・アリ／6月3日没

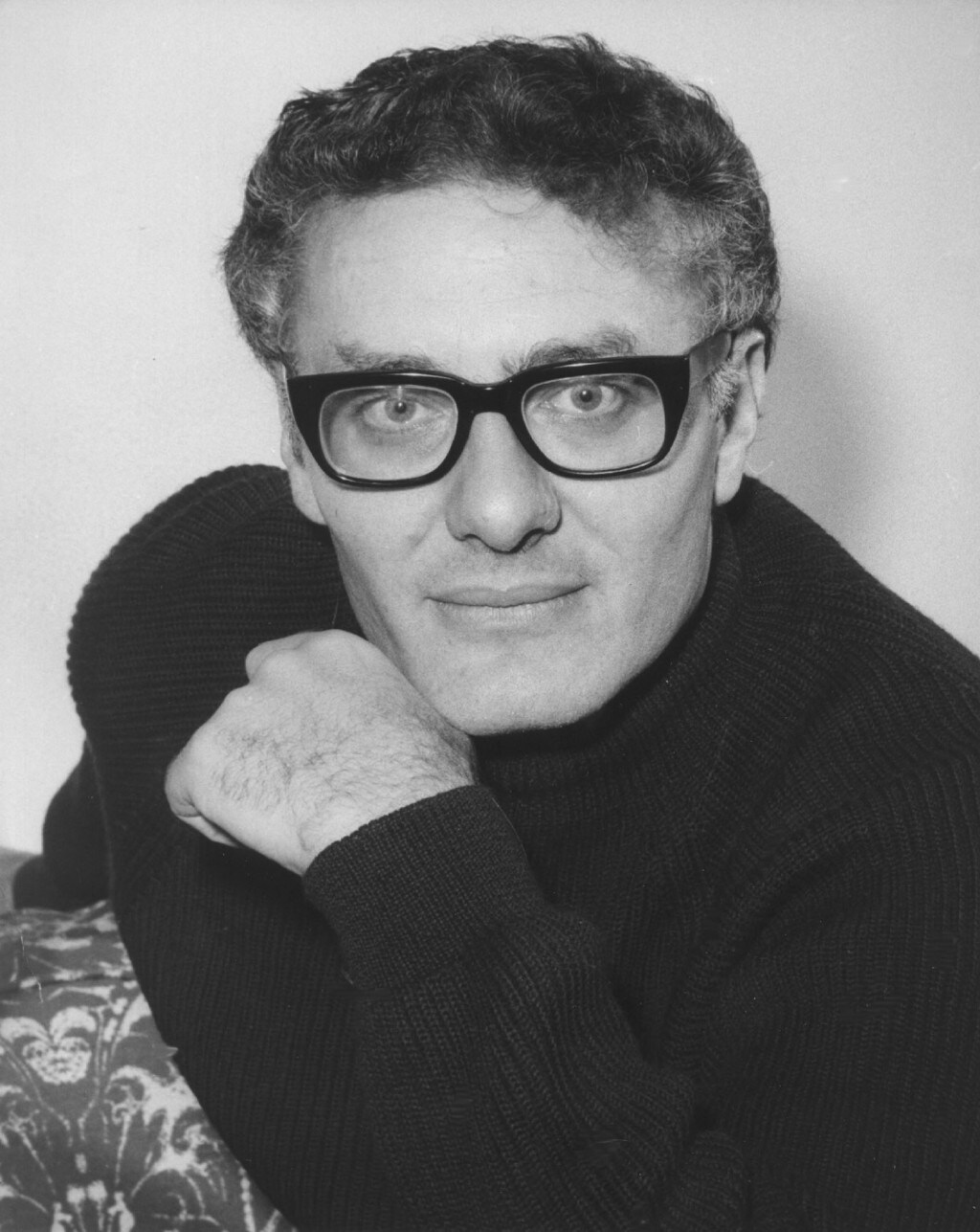
ピーター・シェーファー／6月6日没

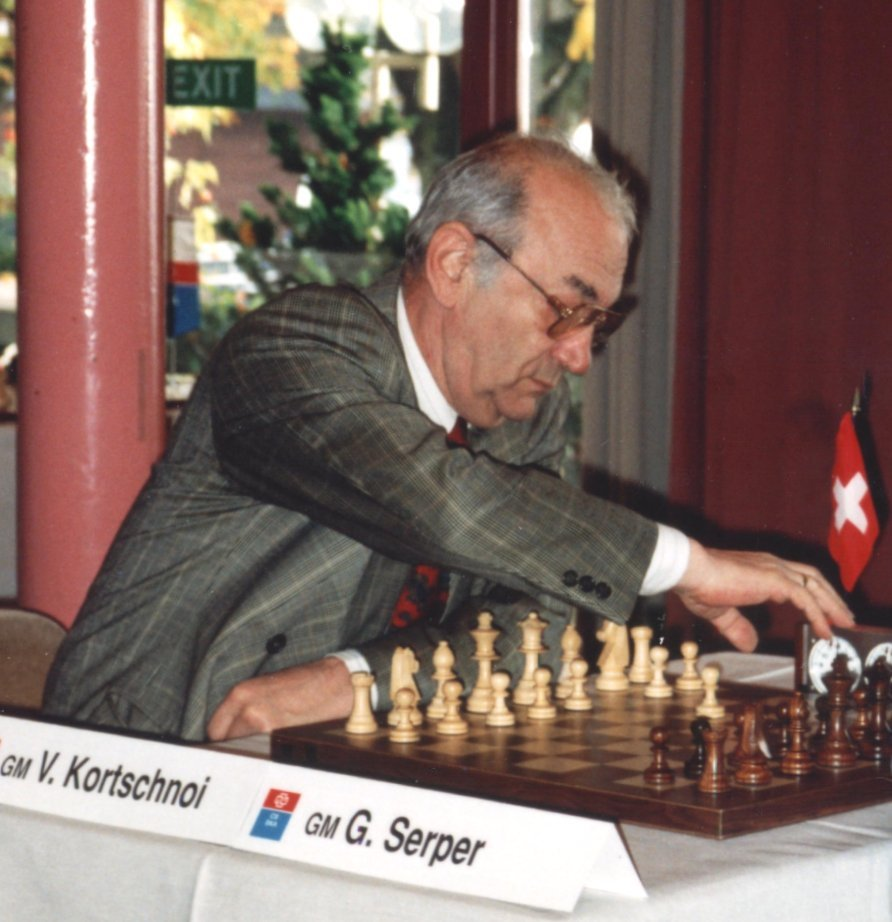
ヴィクトール・コルチノイ／6月6日没

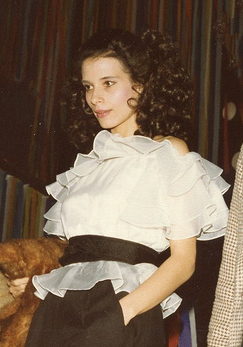
テレサ・サルダナ／6月6日没

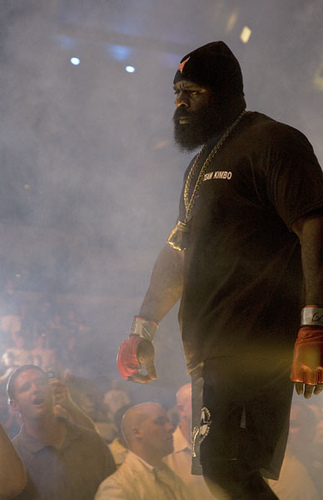
キンボ・スライス／6月6日没

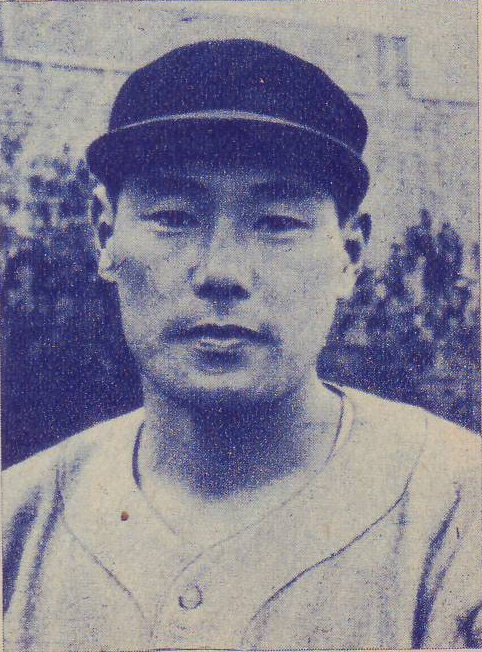
河内卓司／6月8日没

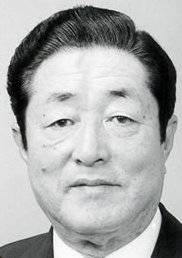
近岡理一郎／6月8日没

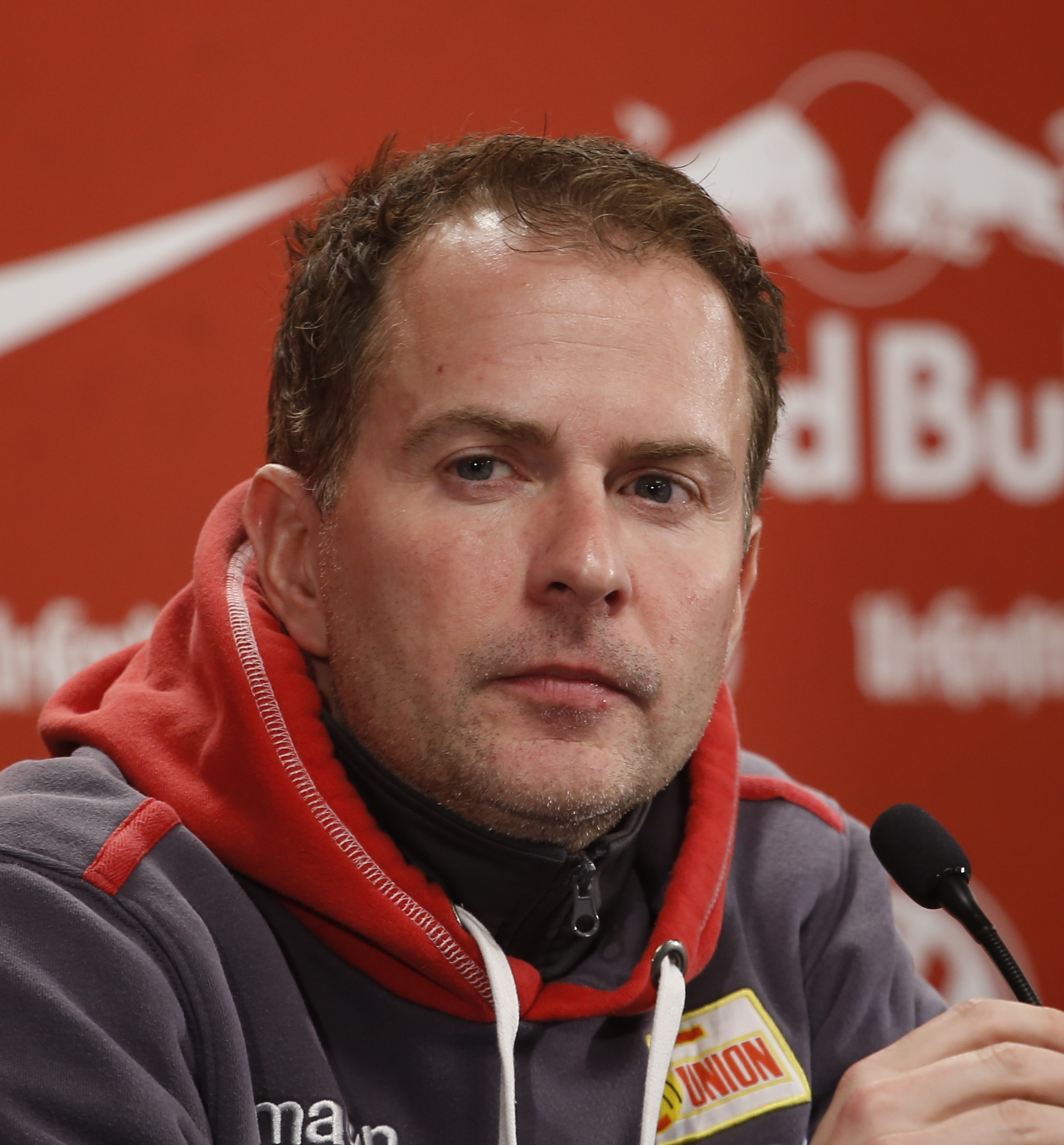
サシャ・レヴァンドフスキ／6月8日没

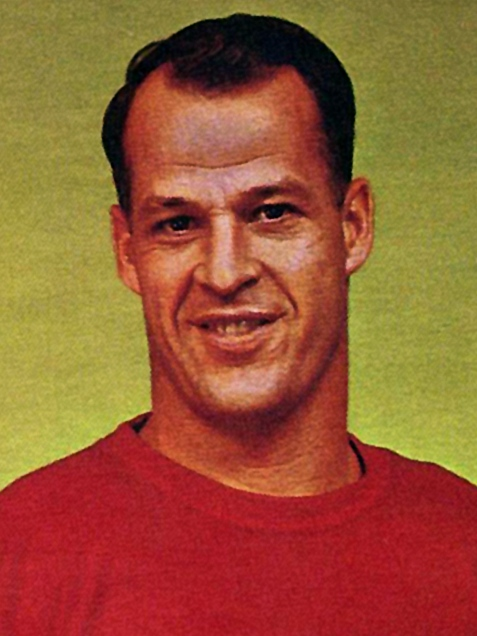
ゴーディ・ハウ／6月10日没

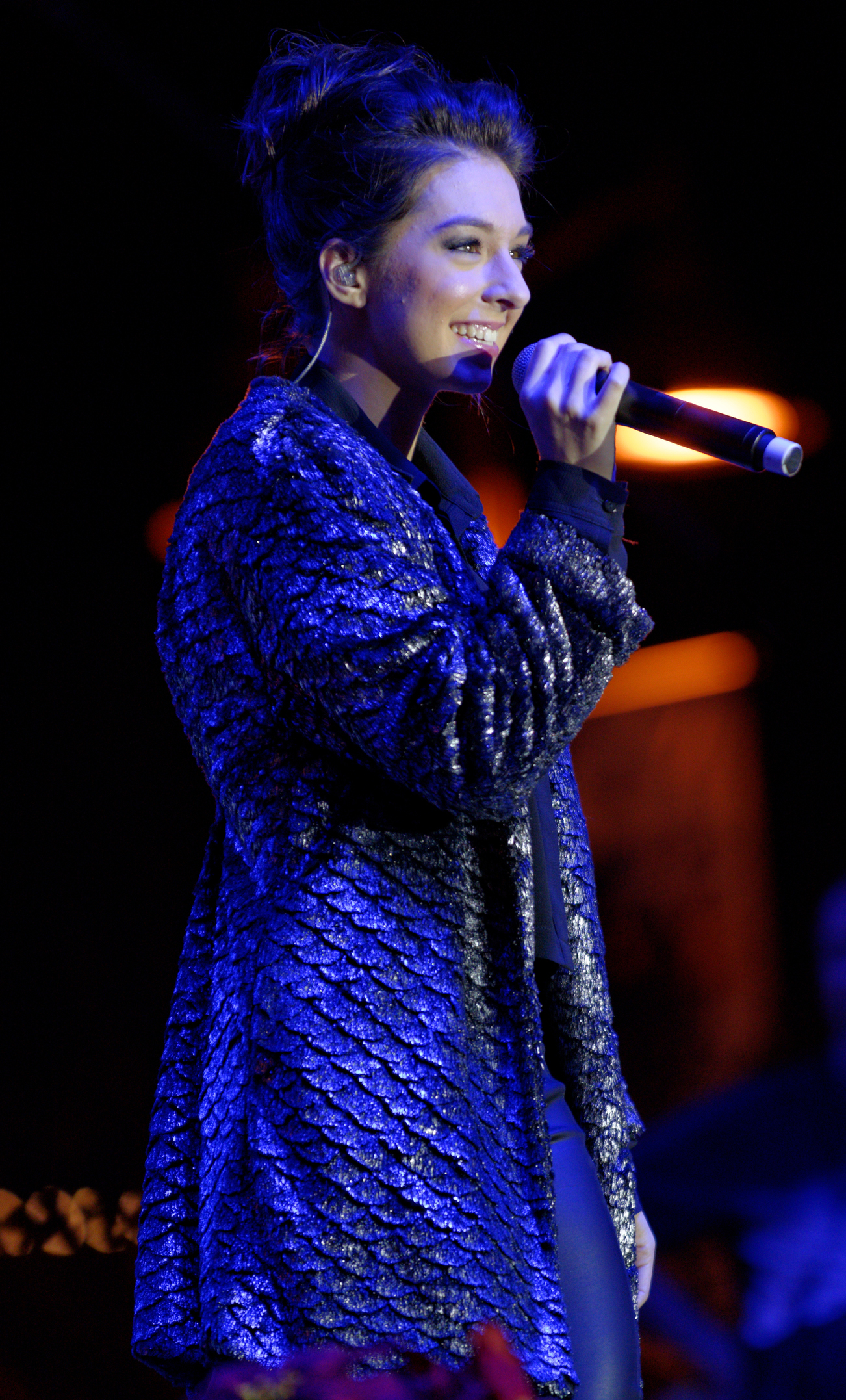
クリスティーナ・グリミー／6月10日没

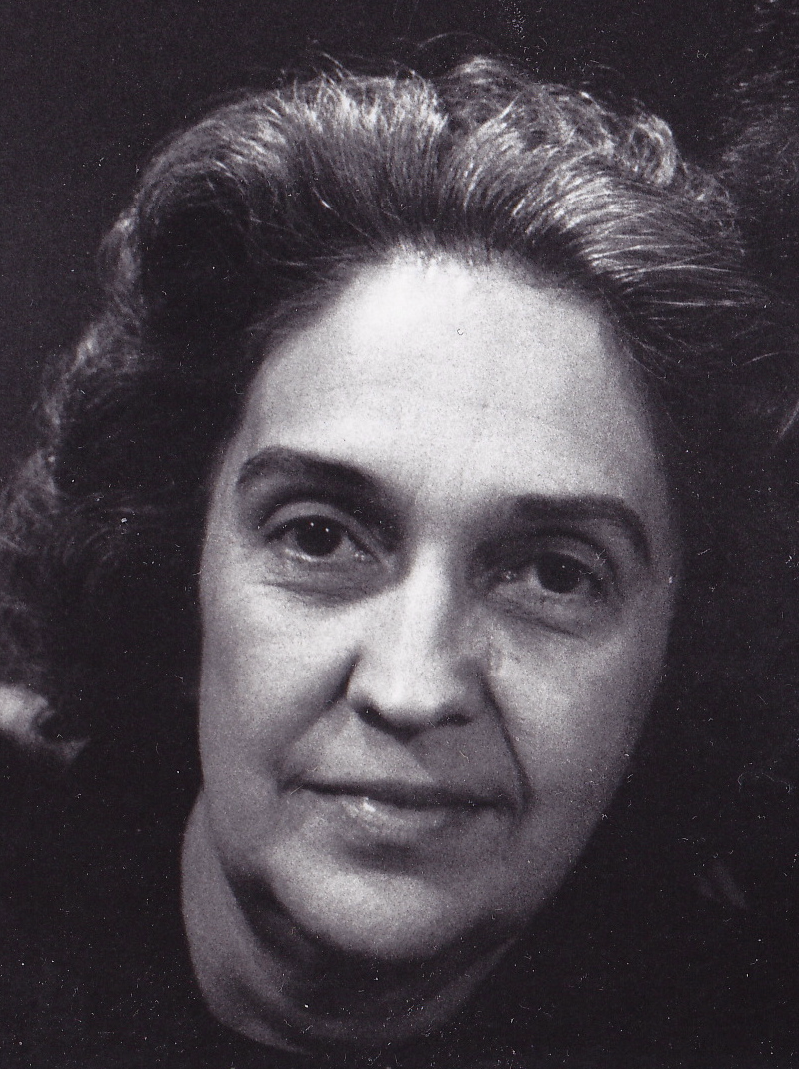
アナヒド・アジェミアン／6月13日没

白川由美／6月14日没

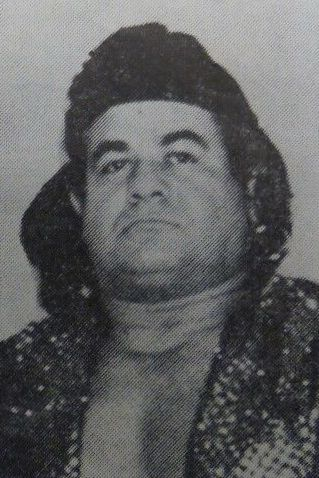
ジプシー・ジョー／6月15日没

- 6月1日 - 中村紀伊、日本の婦人運動家、元主婦連合会会長（* 1924年）[1]
- 6月1日 - 藤井義弘、日本の実業家、元日立造船社長（* 1926年）[2]
- 6月1日 - 熊谷尚之、日本の弁護士、元日本弁護士連合会副会長、元大阪弁護士会会長（* 1929年）[3]
- 6月1日 - 帆足正規、日本の能楽笛方（* 1931年）[4]
- 6月2日 - トム・キッブル、イギリスの物理学者（* 1932年）[5]
- 6月2日 - 田中まさゆき、日本のミュージシャン、元「チャコとヘルス・エンジェル」メンバー（* 1958年）[6]
- 6月3日 - 波多一索、日本の実業家、前義太夫協会会長（* 1933年）[7]
- 6月3日 - モハメド・アリ、アメリカ合衆国のプロボクサー（* 1942年）[8]
- 6月3日 - 森岡賢、日本のミュージシャン、元「SOFT BALLET」メンバー（* 1967年）[9]
- 6月4日 - 小宮徹、日本の政治家、元福岡県柳川市長（* 1927年）[10]
- 6月4日 - 丸尾充、日本の実業家、元日鉄住金鋼管社長、元日本バスケットボールリーグ理事長（* 1948年）[11]
- 6月5日 - 安原良一、日本の政治家、元岡山県早島町長（* 1928年?）[12]
- 6月5日 - 小森昭宏、日本の作曲家（* 1931年）[13]
- 6月5日 - 山田満郎、日本の美術セットデザイナー（* 1943年）[14]
- 6月6日 - ピーター・シェーファー、イギリスの劇作家（* 1926年）[15]
- 6月6日 - ヴィクトール・コルチノイ、スイスのチェスプレーヤー（* 1931年）[16]
- 6月6日 - ダン・ミラー、アメリカ合衆国のプロレスラー（* 1934年）[17]
- 6月6日 - 一色順心、日本の仏教学者、大谷大学名誉教授（* 1950年）[18]
- 6月6日 - テレサ・サルダナ、アメリカ合衆国の女優（* 1954年）[19]
- 6月6日 - キンボ・スライス、アメリカ合衆国の総合格闘家（* 1974年）[20]
- 6月7日 - 一柳東一郎、日本のジャーナリスト、元朝日新聞社社長（* 1925年）[21]
- 6月7日 - 関口慎太郎、日本の実業家、元石原産業副社長（* 1928年?）[22]
- 6月7日 - 園部一成、日本の政治家、大阪府門真市長（* 1938年）[23]
- 6月7日 - 萩原敏朗、日本の教育学者、東北大学名誉教授（* 1943年?）[24]
- 6月7日 - 小嶋悠司、日本の画家（* 1944年）[25]
- 6月8日 - 河内卓司、プロ野球選手【毎日オリオンズ・高橋ユニオンズ所属】（* 1920年）
- 6月8日 - 近岡理一郎、日本の政治家、元自由民主党衆議院議員、第55代科学技術庁長官（* 1926年）[26]
- 6月8日 - 松原正、日本の評論家、劇作家、早稲田大学名誉教授（* 1929年）[27]
- 6月8日 - 斉藤發司、日本の実業家、リイド社社長、さいとう・たかをの兄（* 1931年）[28]
- 6月8日 - 庄野義之、日本の物理学者、福井大学名誉教授（* 1931年）[29]
- 6月8日 - 舩木直人、日本の彫刻家、高知大学名誉教授（* 1937年?）[30]
- 6月8日 - スティーブン・ケシ、ナイジェリアのサッカー選手・指導者、元ナイジェリア代表監督（* 1962年）[31]
- 6月8日 - サシャ・レヴァンドフスキ、ドイツのサッカー選手・指導者、元バイエル・レバークーゼン監督（* 1971年）[32]
- 6月10日 - 須磨吉仲、日本の実業家、元NTN社長（* 1927年?）[33]
- 6月10日 - ゴーディ・ハウ、カナダのアイスホッケー選手【デトロイト・レッドウィングスほか所属】、アイスホッケー殿堂（* 1928年）[34]
- 6月10日 - 宮地重遠、日本の植物学者、東京大学名誉教授（* 1930年）[35]
- 6月10日 - 宇野功芳、日本の音楽評論家、指揮者（* 1930年）[36]
- 6月10日 - 石原荘一、日本の工学者、名城大学名誉教授（* 1937年）[37]
- 6月10日 - クリスティーナ・グリミー、アメリカ合衆国の歌手（* 1994年）[38]
- 6月11日 - 道下則明、日本の政治家、元岐阜県宮川村長（* 1924年?）[39]
- 6月12日 - 青木伸樹、日本の芸能プロモーター、芸映会長（* 1927年?）[40]
- 6月12日 - 高橋英雄、日本の実業家、元栃木放送社長（* 1935年?）[41]
- 6月13日 - アナヒド・アジェミアン、アメリカ合衆国のヴァイオリニスト（* 1924年）[42]
- 6月14日 - 内山道明、日本の心理学者、名古屋大学名誉教授（* 1924年）[43]
- 6月14日 - 恩地春洋、日本の書家（* 1929年）[44]
- 6月14日 - 白川由美、日本の女優（* 1936年）[45]
- 6月14日 - 中川梨絵、日本の女優（* 1948年）[46]
- 6月14日 - 灰島かり、日本の児童文学研究者、翻訳家（* 1950年）[47]
- 6月14日 - 安達尚二、日本の実業家、あおぎんカードサービス社長（* 1954年）[48]
- 6月15日 - ジプシー・ジョー、プエルトリコ出身のプロレスラー（* 1933年）[49]
- 6月15日 - 湊谷弘、日本の柔道家、体育学者、金沢工業大学名誉教授（* 1943年）[50]
- 6月15日 - 牛若丸原田、日本の元プロボクサー【第21代日本バンタム級王者】（* 1947年）[51]
- 6月15日 - 寿志郎、日本のイラストレーター（* 1968年）[52]
- 6月15日 - ロジャー・フレッチャー、イギリスの数学者（* 1989年）[53]

## (16日 - 30日)

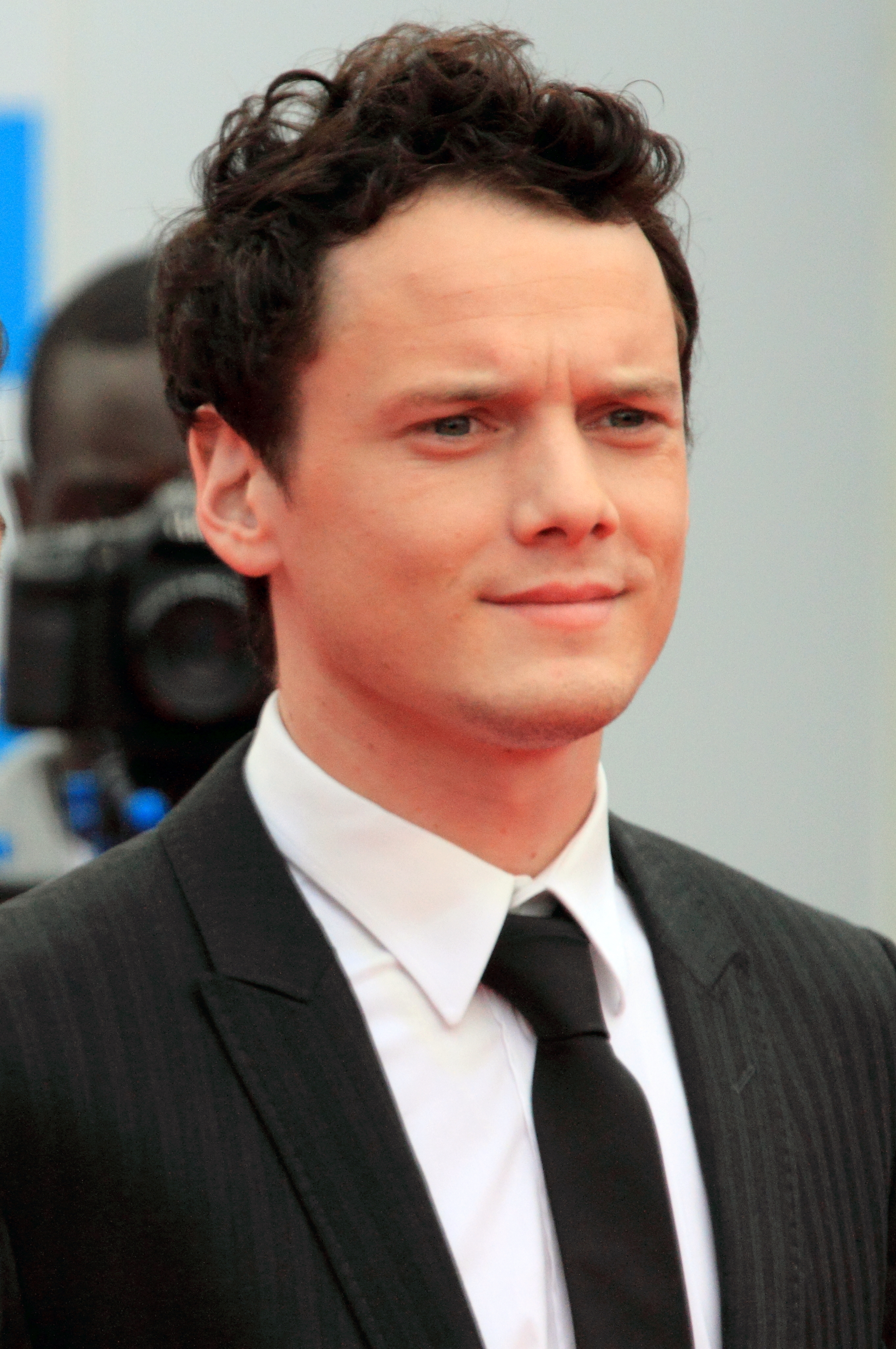
アントン・イェルチン／6月19日没

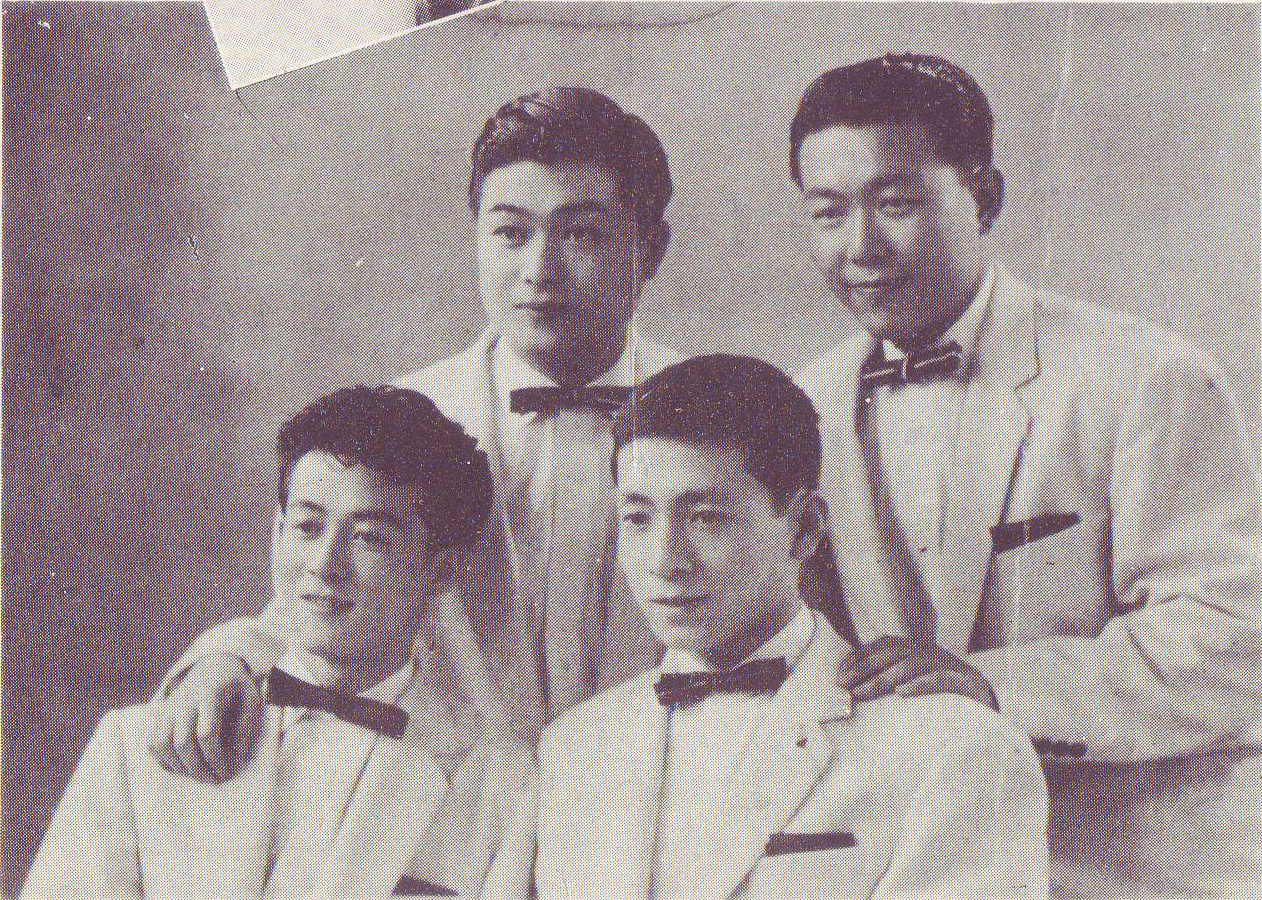
佐々木行（前列右）／6月20日没

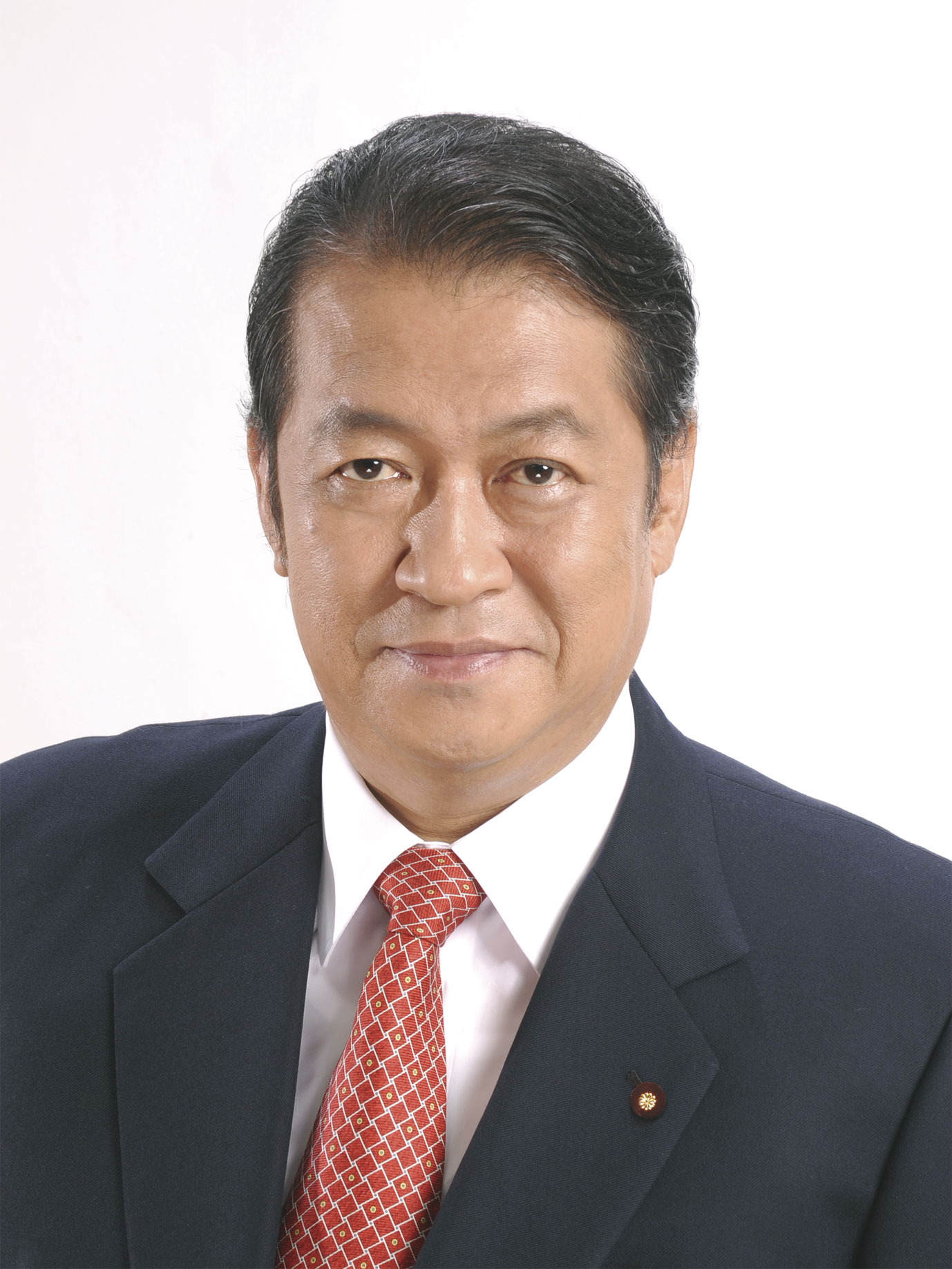
鳩山邦夫／6月21日没

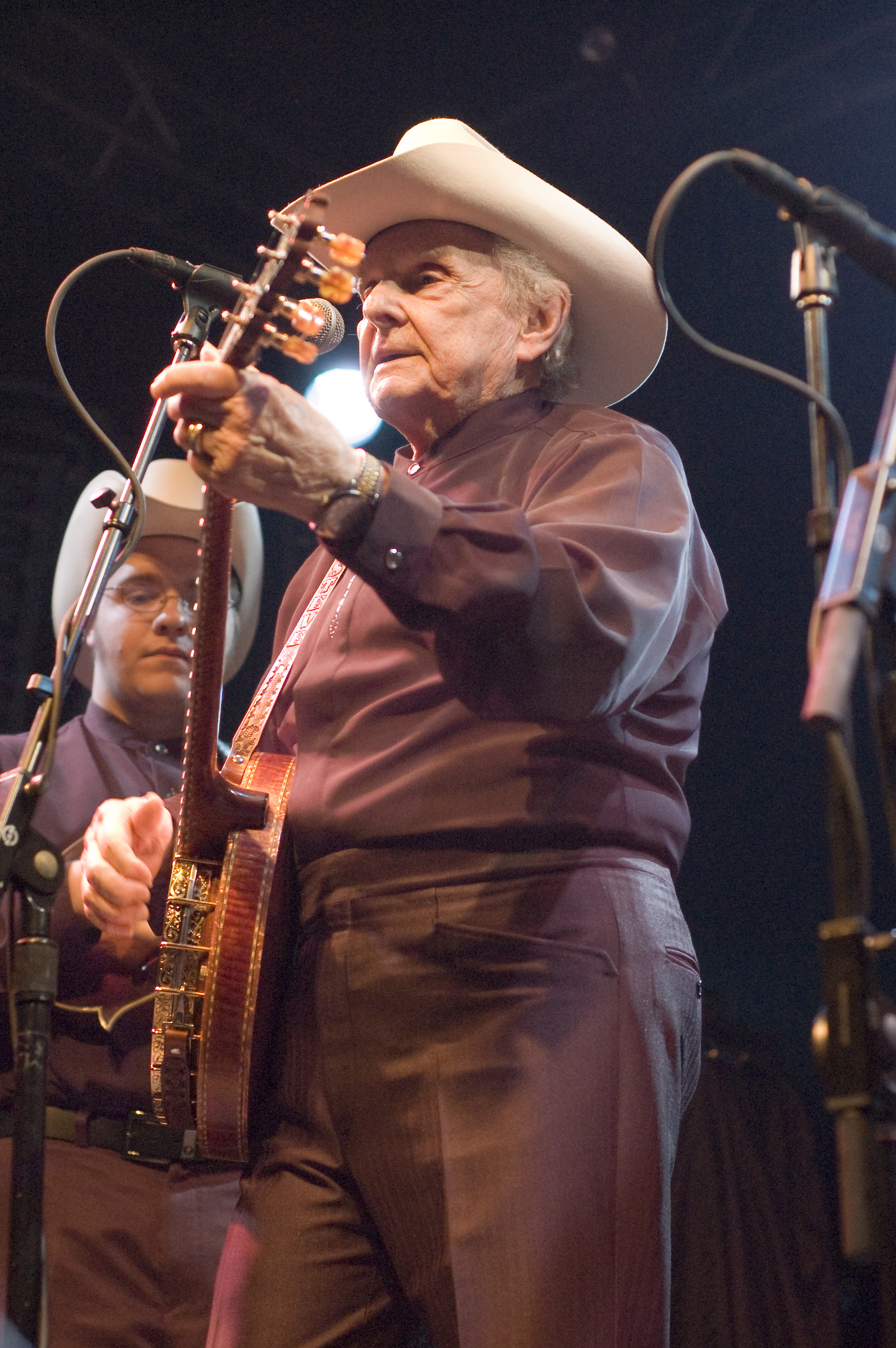
ラルフ・スタンレー／6月23日没

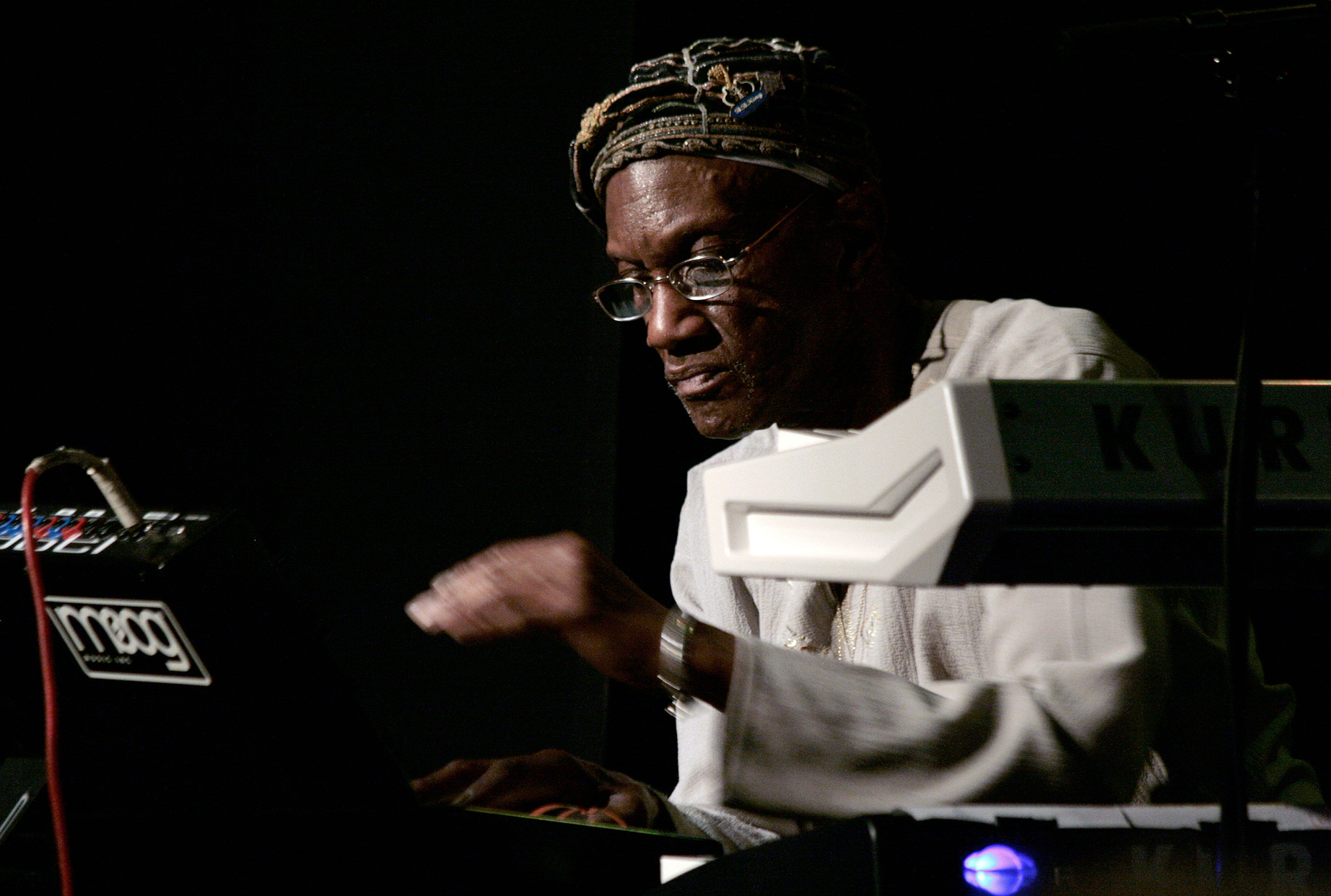
バーニー・ウォーレル／6月24日没

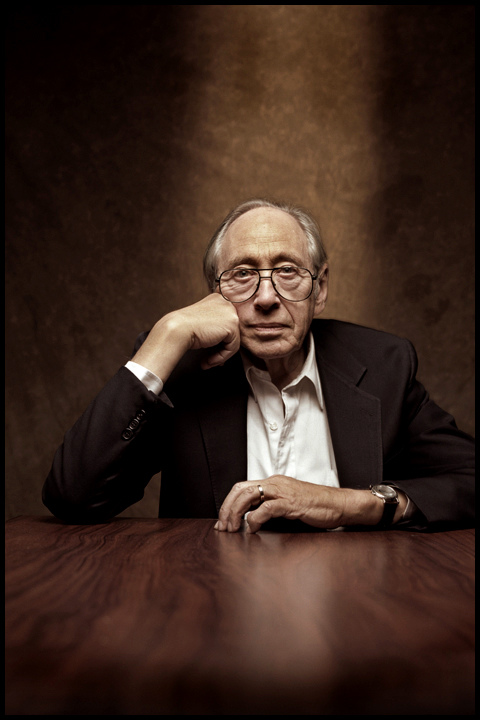
アルビン・トフラー／6月27日没

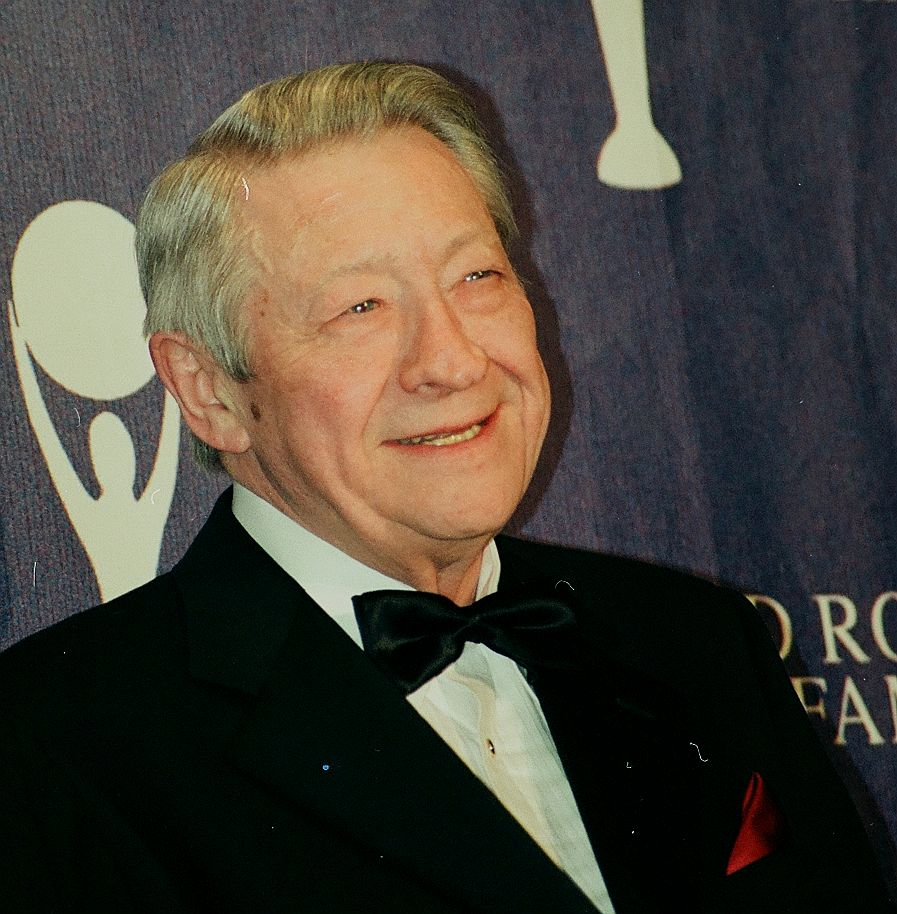
スコティ・ムーア／6月28日没

- 6月16日 - 守田比呂也、日本の俳優（* 1924年）[54]
- 6月16日 - 大村文男、日本の実業家、元勧角証券副社長（* 1934年?）[55]
- 6月16日 - 曽根晴美、日本の俳優、映画プロデューサー（* 1937年）[56]
- 6月16日 - 米沢隆、日本の政治家、元衆議院議員【民社党・新進党・民主党所属】、第8代民社党委員長（* 1940年）[57]
- 6月16日 - ヘレン・ジョアンヌ・"ジョー"・コックス、イギリスの政治家、英国庶民院議員（* 1974年）[58]
- 6月16日 - 加藤広史、日本の少年漫画家、歴史漫画家[59]。
- 6月17日 - 符浩、中国の外交官、元駐日中国大使（* 1916年）
- 6月18日 - 南博人、日本の登山家（* 1931年）[60]
- 6月18日 - 秋草直之、日本のシステムエンジニア、富士通元社長・会長（* 1938年）[61]
- 6月18日 - 松本雄吉、日本の劇作家、演出家（* 1946年）[62]
- 6月19日 - 山本温、日本の実業家、元三菱商事副社長（* 1925年?）[63]
- 6月19日 - 中村健、日本の薬学者、元日本大学教授（* 1931年）[64]
- 6月19日 - 曽根博義、日本の文芸評論家、元日本大学教授（* 1940年）[65]
- 6月19日 - アントン・イェルチン、アメリカ合衆国の俳優（* 1989年）[66]
- 6月20日 - 瀬川昌治、日本の映画監督、脚本家（* 1925年）[67]
- 6月20日 - 佐々木行、日本のセカンド・テナー歌手、ダークダックスメンバー（* 1932年）[68]
- 6月20日 - 長谷川五郎、日本のボードゲーム研究家、オセロ開発者（* 1932年）[69]
- 6月20日 - 渡辺寛人、日本の化学者、北海道大学名誉教授（* 1934年?）[70]
- 6月20日 - 森川直、日本の教育学者（* 1945年）[71]
- 6月20日 - 米村天心、日本の大相撲力士、プロレスラー（* 1946年）[72]
- 6月21日 - 鳩山邦夫、日本の政治家、元衆議院議員【自由民主党・新進党・民主党所属】、第10代総務大臣（* 1948年）[73]
- 6月22日 - 柵木眞、日本の芸能プロモーター、マセキ芸能社会長（* 1926年）[74]
- 6月22日 - 岡村毅郎、日本の実業家、元土佐くろしお鉄道社長（* 1934年?）[75]
- 6月22日 - 小林まさひろ、日本のお笑い芸人、俳優、元ザ・ハンダースメンバー（* 1953年）[76]
- 6月23日 - 佐々木昭三、日本の政治家、元秋田県山内村長（* 1926年?）[77]
- 6月23日 - ラルフ・スタンレー、アメリカ合衆国の歌手、バンジョー奏者（* 1927年）[78]
- 6月23日 - 西山辰夫、日本の俳優（* 1928年）[79]
- 6月23日 - マイケル・ハー、アメリカ合衆国の作家、脚本家（* 1940年）[80]
- 6月24日 - 長野明、日本の実業家、元帝人副社長（* 1929年）[81]
- 6月24日 - 高橋雄亮、日本の実業家、元NHK理事（* 1930年?）[82]
- 6月24日 - 布村成具、日本の工学者、元新潟工科大学学長、東京工業大学名誉教授（* 1933年?）[83]
- 6月24日 - バーニー・ウォーレル、アメリカ合衆国のミュージシャン（* 1944年）[84]
- 6月25日 - 藤森昭一、日本の官僚、元宮内庁長官、元日本赤十字社社長（* 1926年）[85]
- 6月25日 - 佐佐木行美、日本の化学者、東京大学名誉教授（* 1928年）[86]
- 6月25日 - ビル・カニンガム（英語版）、アメリカ合衆国の写真家（* 1929年）[87]
- 6月26日 - 松本翠、日本の俳人（* 1928年）[88]
- 6月26日 - 菅原チネ子、日本の女優（* 1938年）[89]
- 6月26日 - 後藤立夫、日本の俳人、俳誌「諷詠〈ふうえい〉」主宰（* 1943年）[90]
- 6月26日 - キム・ソンミン（朝鮮語版）、韓国の俳優（* 1973年）[91]
- 6月27日 - 内田克己、日本の実業家、元住友軽金属工業社長（* 1925年?）[92]
- 6月27日 - アルビン・トフラー、アメリカ合衆国の未来学者（* 1928年）[93]
- 6月27日 - 堀地速男、日本の実業家、銚子丸創業者（* 1941年）[94]
- 6月28日 - 稲川誠一、日本の実業家、スズキ元会長（* 1925年）[95]
- 6月28日 - 渋谷健、日本の実業家、元日本高等学校野球連盟副会長（* 1930年?）[96]
- 6月28日 - スコティ・ムーア、アメリカ合衆国のギタリスト（* 1931年）[97]
- 6月28日 - 中村亮嗣、日本の運動家、画家（* 1934年）[98]
- 6月29日 - 古川麒一郎、日本の天文学者、女子美術大学元教授（* 1929年）[99]
- 6月29日 - カール・ハース、アメリカのレーシングチームオーナー（* 1929年）[100]
- 6月30日 - 渡海昇二、日本のプロ野球選手【読売ジャイアンツ・東映フライヤーズ所属】（* 1938年）[101]
- 6月30日 - 川上林成、日本の元プロボクサー【第3代東洋スーパーウェルター級王者】（* 1939年）[51]
- 6月30日 - 横山啓明、日本の翻訳家（* 1956年）[102]